# Кварцлатит
Кварцлатити су изливни еквиваленти кварцмонцонита и дела гранодиорита. Веома су распрострањени. Јављају се у већим масама, изливима, купама или конкордантним плочама насталим у субвулканском нивоу. Обично су праћени великим количинама пирокластичног материјала истог састава.
Минерали који изграђују кварцлатит су: санидин, кварц, плагиоклас (олигоклас и андезин), биотит, хорнбленда или аугит. Као споредни састојци срећу се сфен, апатит и циркон. 
Сиве су боје. Имају порфирску структуру. Као фенокристал се обично јавља санидин. Основна маса може бити холокристаласта, хипокристаласта и стакласта. 
Лучење кварцлатита је стубасто. Том приликом се образују стубови различитих димензија, који обично стоје управно на површ хлађења слива. 
У Србији се кварцлатити јављају на Рогозни, јужном Копаонику, око Трепче, Звечана, на Котленику и Фрушкој гори.
Имају ограничену употребу због изразито порфирске структуре. Лако подлежу распадању, при чему фенокристали санидина испадају из стене, а она се ломи у неправилне комаде. Тешко се обрађује, па се претежно користи за насипање путева.